# Whitewater-Affäre
Die Whitewater-Affäre war eine Kontroverse um Immobilienfinanzierungen von Bill und Hillary Clinton in der Whitewater Development Corporation, die Ende der 1980er Jahre pleiteging. Ein wesentliches Investment von Whitewater war in den Jahren 1978/79 der Kauf von 200 acre (ca. 80 ha) Land in den Ozarks. Bill Clinton, der zu dieser Zeit Attorney General von Arkansas war und mit seiner Frau als Partner bei diesem Landkauf fungierte, wurde in diesem Zusammenhang vorgeworfen, als Gouverneur von Arkansas den Banker David Hale dazu genötigt zu haben, seiner Partnerin bei Whitewater, Susan McDougal, einen Kredit zu gewähren. Die Untersuchungen der United States Securities and Exchange Commission in den 1990er Jahren zu den Landkäufen der Whitewater Development Corporation führten zur Strafverfolgung von Susan McDougal und Jim Guy Tucker, Clintons Nachfolger als Gouverneur von Arkansas. Gegen die Clintons wurde kein Verfahren eingeleitet.